# Poul Harremoës
 Der er for få eller ingen kildehenvisninger i denne artikel, hvilket er et problem. Du kan hjælpe ved at angive troværdige kilder til de påstande, som fremføres i artiklen.

Poul Harremoës (født 13. april 1934, død 26. november 2003) var en dansk civilingeniør og professor i miljøteknologi ved DTU. Via forskning, undervisning og organisatorisk arbejde spillede han en stor rolle i forhold til de ingeniørfaglige aspekter af den danske miljødebat. 

## Karriere
Han blev student fra Øregård Gymnasium i 1953, hvorefter han uddannede sig som civilingeniør ved Den Polytekniske Læreanstalt og blev cand. polyt. i 1958 med speciale i Geoteknik. I 1958 blev han ansat ved Geoteknisk Institut, men senere samme år tog han til Massachusetts Institute of Technology, hvor han brugte et år på at tage Master of Science inden for geoteknik og vandbygning. 
I perioden 1960-1963 var han igen kort ansat ved Geoteknisk Institut, aftjente sin værnepligt, tog 1. del af HD på Handelshøjskolen, var deltidsansat i Højgaard & Schulz og underviste i vandbygning ved Danmarks Ingeniørakademi. I I963 blev han ansat som leder af strømningsafdelingen på Isotopcentralen, hvor hans interesse for forureningsproblemer blev vagt. I 1967-1968 var han på studieophold ved University of Califonia i Berkeley. Han blev lektor og afdelingsleder for Laboratoriet for Teknisk Hygiejne på DTU i 1969. I 1972 blev han professor ved dette institut, og han besad denne stilling til sin død. Under hans ledelse voksede instituttet fra 2 medarbejdere til ca. 150 medarbejdere. Instituttet skiftede navn flere gange og hedder nu Institut for Miljø- og Ressourceteknologi.
I årene 1999-2003 var han adjungeret professor ved Asia Institute of Technology, Bangkok

### Forskningsområder
I sin tid som professor skiftede fokus for hans forskning flere gange og hver gang lykkedes det ham på relativt kort tid at få international gennemslagskraft.
I 1970'erne var det forskningsmæssige fokus på iltsvind i vandløb og bakterier i rensanlæg. Han pointerede at vores forståelse skulle tage udgangspunkt i fundamentale principper såsom massebalancer og nitrifikation/denitrifikation, og han udviklede biofilm-kinetik til forudsigelse af hvor godt vand bliver renset i et rensningsanlæg.
I 1980'erne skiftede han til kloakering og regnvandsafledning og senere integrerede spildevandssystemer. Det var også i denne forbindelse han oprettede firmaet PH-Consult.
I sidste del af sin karriere kastede han sig over risikovurderinger, forsigtighedsprincippet og miljøetik.Hans mål var at omsætte etiske og filosofiske betragtninger til operationelle principper for beslutningstagning inden for ingeniørvidenskab.

### Institut for Miljøvurdering
Poul Harremoës gav i en artikel udtryk for at begge fløje i den danske miljødebat oftest manglede evnen til at se problemerne fra flere vinkler. Han ønskede mere saglighed ind i debatten. På indstilling fra Det Teknisk-Videnskabelige Forskningsråd indtrådte han i 2002 i bestyrelsen for det nyoprettede Institut for Miljøvurdering i håb om derved at kunne bidrage til en mere nuanceret miljø-debat. Den 14. januar 2003 udtrådte han med øjeblikkelig virkning af bestyrelsen. Han begrundede "blandt andet sin beslutning med, at der ikke er blevet lyttet til hans ønske om faglighed på et højt videnskabeligt plan, og at Bjørn Lomborg efter hans mening er mere optaget af at komme hurtigt ud med politisk opportune beskeder". 

## PH-Consult
Poul Harremoës var 1984-1990 Initiativtager til udviklingen af og formand for bestyrelsen af MOUSE Joint Venture, et computerprogram til beregning af urban afstrømning, som er blevet solgt på verdensplan. I 1985 oprettede han et privat firma PH-Consult, som han var ejer af og direktør for. Firmaet ydede konsulentbistand til hovedsageligt danske kommuner ved dimensionering af kloakering. Firmaet havde ca. 8 ansatte. I 1995 overlod Poul Harremoës direktørposten til Jens Jørgen Linde-Jensen og blev i stedet formand for bestyrelsen indtil sin død, hvorefter firma et blev solgt til Krüger A/S. Firmaet blev formelt opløst i 2011 efter fusionen med Krüger.

## Administrative og organisatoriske hverv
- 1967-1974 medlem af komiteen for Industrielt Spildevand (ændrede senere navn til Vandkvalitetsinstituttet)
- 1967 Konsulent for Det Internationale Atomenergiagentur vedrørende sporstofstudier ved Rio de Janeiro
- 1969-1971 Medlem af Forureningskontroludvalget og formand for Komiteen for Vandrensning
- 1969-1981 Formand for Den Danske Nationalkomité og medlem af bestyrelsen i The International Association for Water Pollution Research (senere IWA (en))
- 1969 Konsulent for WHO vedrørende forurening af Manilabugten, Filippinerne
- 1970-1980 Del af redaktørgruppen for tidsskriftet "VAND"
- 1970-1977 Bestyrelsesmedlem i Miljøingeniørgruppen under Dansk Ingeniørforening
- 1970-1973 Medlem af The Water Management Sector Group under OECD, Paris
- 1972-1981 Formand for Arbejdsgruppen for Retningslinjer for Statistiske Kriterier under Dansk Ingeniørforening
- 1972-1980 Medlem af Den Forenede Forurenings-forskningskomite under Det Naturvidenskabelige Forskningsråd. Formand 1977-1989
- 1973-1983 og 1992-1995 Formand for Vandforureningskontrolkomiteen under Dansk Ingeniørforening
- 1973-1979 Medlem af Kommissionen for Forskning i Biologi og Miljø under Det Teknisk-Videnskabelige Forskningsråd
- 1973-1976 Formand for Styrekomiteen for et tværvidenskabelig projekt om eutrofiering af Esrum Sø
- 1973-1974 Medlem af Det Veterinære Forskningsråd
- 1974-2003 Medlem Miljøklagenævnet
- 1975 Organisator IAWPRC-konferencen Nitrogen as a Water Pollutant
- 1977-1980 Medlem af bestyrelsen i Dansk Mikrobiologisk Selskab
- 1978-1984 Teknisk dommer ved Den Øverste Voldgiftsret for ingeniørkonstruktioner
- 1978-1982 Formand for The Nordic Research Committee on Urban Hydrology
- 1978-1986 Vicepræsident for The International Association for Water Pollution Research and Control  (senere IWA (en)[5]). Medlem af The Executive Committee samt formand for The Committee on Regional and Specialized Conferences
- 1978 Organisator af IAWPRC-konferencen Kinetics of Wastewater Treatment
- 1978 Gæsteprofessor ved The Technical University of Istanbul, en måned WHO asignment
- 1980-1984 Bestyrelsesmedlem i Akademiet for de Tekniske Videnskaber. Næstformand for Faggruppen for Biologi og Hygiejne, (Gruppe 8)
- 1980-1986 Bestyrelsesmedlem i Isotopcentralen
- 1981-1992 Medstifter af The European Water Pollution Control Association og bestyrelsesmedlem
- 1981-1987 Næstformand og formand for The Joint IAHR-IAWPRC Committee on Urban Storm Drainage
- 1982-1987 Teknisk vejleder for forskningsprojek ved The Mamara Research Institut, Tyrkiet
- 1982 Medorganisator af IAWPRC-konferencen Anaerobic Treatment of Waste Water in Fixed Film Reactors
- 1983 Organisator af IAWPRC-konferencen Rain Fall as the Basis for Design and Analysis of Urban Run-off
- 1983 Initiativtager til ATV-Komiteen vedrørende Grundvandsforurening[6][7]
- 1983 Rådgiver om marine forureningsproblemer for Sydney, The Metropolitan Water Sewerage and Drainage Board, Australien
- 1983-1987 Formand for Den Danske Nationalkomite under The International Drinking Water Supply and Sanitation Decade
- 1983-1986 Bestyrelsesmedlem i Faggruppen for anvendelse af Computere i Ingeniørfaget under Akademiet for de Tekniske Videnskaber
- 1983-1995 Formand for Komiteen for Urban Afstrømning under Vandforureningskontrolkomiteen i Danmark
- 1984-1987 Formand for The Technical and Scientific Committee of EWPCA
- 1984-1990 Medlem af The Management Committee of EWPCA
- 1985-1995 Bestyrelsesformand for Vandkvalitetsinstituttet
- 1985-1991 Medlem af den danske nationalkomité under The International Water Supply Association
- 1985-1987 Formand for komiteen for analyse af tekniske og organisatoriske problemer for rensningsanlægget Lynetten, København
- 1986-1990 Formand for The International Association for Water Pollution Research and Control (senere IWA[5])
- 1986-1989 Bestyrelsesmedlem i COWI-fonden
- 1986-1992 Medlem af Vandrådet under Miljøministeriet. Formand 1991-1992
- 1987-1990 Formand for ad-hoc-udvalget for Vandteknologi under Dansk Ingeniørforening
- 1987-1993 Formand for styrekomiteen for HYPRO-projektet
- 1987 Medlem af ekspert-panelet for konsensuskonferencen "Kvælstof og fosfor i vandmiljøet"
- 1988-1991 Medlem af bestyrelsen for N&R-gruppen under Foreningen Rådgivende Ingeniører[8]
- 1988-1993 Medlem af eksekutivkomiteen for rådet for forskningsinstitutter under Akademiet for de Tekniske Videnskaber
- 1989-? Formand for Proces-gruppen for rensningsanlægget Lynetten
- 1990-1993 Medlem af The Management Committee for "SIMBIOSE"-projektet mellem franske og danske firmaer
- 1990-1991 Medlem af International Review Panel for rensningsanlæg i Wellington, New Zealand
- 1990 Konsulent for The Metropolitan Water Sewerage and Drainage Board on polution from sewer overflows, Sydney, Australien
- 1990-1994 Formand for IAWQ Specialist Group on Biofilm Systems
- 1991 Formand for juryen for koncensuskonferencen for evaluering af resultaterne af Vandmiljøplanen
- 1991-1992 Medlem af International Review Panel for evaluering af forskning ved Civil Engineering Faculty of the Royal Swedish Technical University
- 1992-? Bestyrelsesmedlem for The European Environmental Research Organization
- 1992-? Medlem af Specialgruppen under Grundvandsgruppen under Det Danske Miljøforskningsprogram
- 1993 Rådgiver om spildevandsrensning i Sao Paulo, Brasilien
- 1993- Konsulent for WATERCARE The City of Auckland, New Zealand
- 1994-2003 Medlem af The Scientific Committee under Det Europæiske Miljøagentur
- 1994-? Konsulent for The Environmental Protection Department under Hong Kongs regering
- 1994-2003 Medlem af The Scientific Committee under Det Europæiske Miljøagentur[9]
- 1998 Formand for det rådgivende panel for miljøinvesteringer i Østeuropa for Industrialiseringsfonden
- 1999- Medlem af ATVs Miljørisikoråd
- 2002-2003 Bestyrelsesmedlem for Institut for Miljøvurdering

## Legater, priser og hædersbevisninger
- 1958 Fulbright Scholarship (sv) ved MIT
- 1967 Scholarship for 1 år finansieret af Det Teknisk-Videnskabelige Forskningsråd [10] Visiting fellow ved University of Califonia, Berkeley
- 1970 Modtog Industriel pris for forskning i fjernelse af kvælstof fra spildevand
- 1976 Distinguished Foreign Lecturer of 1976 af Association of Environmental Engineering Professors (en)
- 1978 Livsvarigt medlemskab af Akademiet for de Tekniske Videnskaber
- 1978 Ridder af Dannebrog
- 1986 Æresmedlem af Aquatech Committee, Amsterdam
- 1987 Årets prismodtager fra The Swedish Association for Water Hygiene
- 1988 Ridder af Dannebrog, 1. grad
- 1990 Livsvarigt medlemskab af Kungliga Ingenjörsvetenskapsakademien (sv), Sverige
- 1992 The Stockholm Water Price[11]
- 1992 Æresmedlem af IAWPRC (senere IWA (en)[5])
- 1995 Livsvarigt medlemskab af Det Europæiske Akademi for Videnskab og Kunst
- 1996 Samuel H. Jenkins Medal for vandkvalitetsundersøgelser samt internationalt samarbejde. Uddelt af IWA[12]
- 2000 Heineken Prize for Environmental Science[13]
- 2000 Fyns Amts Miljøpris 2000
- 2002 Æresmedlem af The Scientific Committee under Det Europæiske Miljøagentur
- 2002 Årets Bygningsingeniør 2002
- 2002 Foreign member of Koninklijke Hollandsche Maatschappij der Wetenschappen (nl)
- 2003 G.A. Hagemanns Guldmedalje

### Posthume hædersbevisninger

#### ATV-Fonden for Jord og Grundvands Hæderspris, professor Poul Harremoës in memoriam
ATV Jord og Grundvand oprettede i 2004 en hæderspris på 25.000 kr. Prisen uddeles til minde om afdøde professor Poul Harremoës, Miljø & Ressourcer, DTU.

#### The Poul Harremoës Award
The Poul Harremoës Award blev indstiftet i 2005 og uddeles hver 3. år til forskere under 35 år, som har præsenteret nye og gerne provokerende ideer inden for urban afstrømning. Tre forskere nomineres på baggrund af publicerede resultater, og vinderen vælges på baggrund af deres præsentationer ved IWAs konferencen for urban afstrømning. 

## Publikationer
I 2000 havde han fået optaget 362 artikler i internationale fagtidsskrifter.